# Lliga de Campions de la UEFA 2017–18
La Lliga de Campions de la UEFA 2017–18 és la 63a edició del màxim torneig de futbol europeu per a clubs organitzat per la UEFA, així com la 26a edició des que va canviar el nom de Copa d'Europa pel de Lliga de Campions.
La final de la competició es disputà a l'Estadi Olímpic de Kíev, Ucraïna.
El guanyador del torneig, Reial Madrid, es va classificar com a representant de la UEFA pel Campionat del Món de Clubs de futbol 2018 que es va jugar als Emirats Àrabs Units, i va poder jugar també contra l'equip guanyador de la Lliga Europa de la UEFA 2017-2018 la Supercopa d'Europa de futbol 2018.

## Distribució d'equips per federacions
Un total de 79 equips de 54 de les 55 federacions nacionals participen en aquesta edició. Liechtenstein no organitza una lliga domèstica i cap equip de Liechtenstein qualifica per al torneig. Depenent dels seus respectius coeficients UEFA, les federacions tenen un nombre determinat de places. Kosovo es va convertir en un membre de la UEFA el 3 de maig de 2016 i el campió de la seva lliga farà el seu debut al torneig.

### Classificació de les federacions de la UEFA
| Posició | Associació      | Coef.   | Equips      |
| ------- | --------------- | ------- | ----------- |
| 1       | Espanya         | 105.713 | 4           |
| 2       | Alemanya        | 80.177  | 4           |
| 3       | Anglaterra      | 76.284  | 4 (+1) (LE) |
| 4       | Itàlia          | 70.439  | 3           |
| 5       | Portugal        | 53.082  | 3           |
| 6       | França          | 52.749  | 3           |
| 7       | Rússia          | 51.082  | 2           |
| 8       | Ucraïna         | 44.883  | 2           |
| 9       | Bèlgica         | 40.000  | 2           |
| 10      | Països Baixos   | 35.563  | 2           |
| 11      | Turquia         | 34.600  | 2           |
| 12      | Suïssa          | 33.775  | 2           |
| 13      | República Txeca | 32.925  | 2           |
| 14      | Grècia          | 29.700  | 2           |
| 15      | Romania         | 25.383  | 2           |
| 16      | Àustria         | 25.100  | 1           |
| 17      | Croàcia         | 23.875  | 1           |
| 18      | Polònia         | 22.500  | 1           |
| 19      | Xipre           | 22.175  | 1           |

| Posició | Associació    | Coef.  | Equips |
| ------- | ------------- | ------ | ------ |
| 20      | Belarús       | 20.000 | 1      |
| 21      | Suècia        | 19.875 | 1      |
| 22      | Noruega       | 19.250 | 1      |
| 23      | Israel        | 18.625 | 1      |
| 24      | Dinamarca     | 18.600 | 1      |
| 25      | Escòcia       | 17.300 | 1      |
| 26      | Azerbaidjan   | 14.875 | 1      |
| 27      | Sèrbia        | 14.625 | 1      |
| 28      | Kazakhstan    | 14.125 | 1      |
| 29      | Bulgària      | 13.125 | 1      |
| 30      | Eslovènia     | 13.125 | 1      |
| 31      | Eslovàquia    | 12.000 | 1      |
| 32      | Liechtenstein | 10.375 | 0      |
| 33      | Hongria       | 9.875  | 1      |
| 34      | Moldàvia      | 9.125  | 1      |
| 35      | Islàndia      | 8.750  | 1      |
| 36      | Geòrgia       | 8.125  | 1      |
| 37      | Finlàndia     | 7.400  | 1      |

| Posició | Associació           | Coef. | Equips |
| ------- | -------------------- | ----- | ------ |
| 38      | Bòsnia i Hercegovina | 7.125 | 1      |
| 39      | Albània              | 6.625 | 1      |
| 40      | Macedònia            | 6.000 | 1      |
| 41      | Irlanda              | 5.450 | 1      |
| 42      | Letònia              | 5.375 | 1      |
| 43      | Luxemburg            | 5.250 | 1      |
| 44      | Montenegro           | 4.875 | 1      |
| 45      | Lituània             | 4.625 | 1      |
| 46      | Irlanda del Nord     | 4.500 | 1      |
| 47      | Estònia              | 4.250 | 1      |
| 48      | Armènia              | 4.125 | 1      |
| 49      | Illes Fèroe          | 3.625 | 1      |
| 50      | Malta                | 3.583 | 1      |
| 51      | Gal·les              | 3.500 | 1      |
| 52      | Gibraltar            | 1.000 | 1      |
| 53      | Andorra              | 0.999 | 1      |
| 54      | San Marino           | 0.333 | 1      |
| 55      | Kosovo               | 0.000 | 1      |

## Equips
| Fase de Grups                  | Fase de Grups      | Fase de Grups       | Fase de Grups             |
| ------------------------------ | ------------------ | ------------------- | ------------------------- |
| Reial Madrid                   | Bayern de Múnic    | FC Porto            | Feyenoord                 |
| FC Barcelona                   | RB Leipzig         | AS Mònaco FC        | FC Basilea                |
| Atlètic de Madrid              | Borussia Dortmund  | Paris Saint-Germain | Beşiktaş JK               |
| Chelsea FC                     | Juventus FC        | Spartak Moscou      | Manchester United FC (LE) |
| Tottenham Hotspur FC           | AS Roma            | FC Xakhtar Donetsk  |                           |
| Manchester City                | SL Benfica         | RSC Anderlecht      |                           |
| Eliminatòries                  |                    |                     |                           |
|                                | Sevilla FC         | Liverpool FC        | Sporting CP               |
| TSG 1899 Hoffenheim            | SSC Napoli         |                     |                           |
| Tercera Ronda de Classificació |                    |                     |                           |
| Slavia Praga                   | OGC Nice           | Ajax                | AEK Atenes FC             |
| Olympiakos FC                  | CSKA Moscou        | BSC Young Boys      | Steaua de Bucarest        |
| Viitorul Constanța             | FC Dinamo de Kíev  | İstanbul Büyükşehir |                           |
|                                | Club Bruges        | Viktoria Plzeň      |                           |
| Segonda Ronda de Classificació |                    |                     |                           |
| Red Bull Salzburg              | Malmö FF           | FK Astana           | Budućnost Podgorica       |
| HNK Rijeka                     | Ludogorets Razgrad | Sheriff Tiraspol    | FK Kukësi                 |
| APOEL Nicòsia                  | Rosenborg BK       | FC Samtredia        | F91 Dudelange             |
| Legia Varsòvia                 | FK Partizan        | IFK Mariehamm       | Dundalk FC                |
| Hapoel Be'er Sheva             | Maribor            | FH Hafnarfjörður    | Žalgiris Vilnius          |
| FK BATE                        | Qarabağ            | Zrinjski Mostar     |                           |
| FC Copenhague                  | MŠK Žilina         | FK Vardar Skopje    |                           |
| Celtic FC                      | Budapest Honvéd    | FK Spartaks Jūrmala |                           |
| Primera Ronda de Classificació |                    |                     |                           |
| Hibernians FC                  | Víkingur Gøta      | FC Alashkert        | La Fiorita                |
| FCI Tallinn                    | The New Saints     | FC Santa Coloma     |                           |
| Europa FC                      | Linfield FC        | KF Trepça'89        |                           |

## Dates de les Rondes i Sorteig
El calendari de la competició és el següent. Tots els sorteigs es duran a terme a Nyon, llevat que s'indiqui el contrari.
| Fase          | Ronda                          | Data de Sorteig            | Anada                                          | Tornada                                        |
| ------------- | ------------------------------ | -------------------------- | ---------------------------------------------- | ---------------------------------------------- |
| Classificació | Primera Ronda de Classificació | 19 de juny 2017            | 27–28 de juny 2017                             | 4–5 de juny 2017                               |
| Classificació | Segona Ronda de Classificació  | 19 de juny 2017            | 11–12 de juliol 2017                           | 18–19 de juliol 2017                           |
| Classificació | Tercera Ronda de Classificació | 14 de juliol 2017          | 25–26 de juliol 2017                           | 1–2 d'agost 2017                               |
| Eliminatòries | Eliminatòries                  | 4 d'agost 2017             | 15–16 d'agost 2017                             | 22–23 d'agost 2017                             |
| Fase de grups | Dia del partit 1               | 24 d'agost 2017 (a Mònaco) | 12–13 de setembre 2017                         | 12–13 de setembre 2017                         |
| Fase de grups | Dia del partit 2               | 24 d'agost 2017 (a Mònaco) | 26–27 de setembre 2017                         | 26–27 de setembre 2017                         |
| Fase de grups | Dia del partit 3               | 24 d'agost 2017 (a Mònaco) | 17–18 d'octubre 2017                           | 17–18 d'octubre 2017                           |
| Fase de grups | Dia del partit 4               | 24 d'agost 2017 (a Mònaco) | 31 d'octubre – 1 de novembre 2017              | 31 d'octubre – 1 de novembre 2017              |
| Fase de grups | Dia del partit 5               | 24 d'agost 2017 (a Mònaco) | 21–22 de novembre 2017                         | 21–22 de novembre 2017                         |
| Fase de grups | Dia del partit 6               | 24 d'agost 2017 (a Mònaco) | 5–6 de desembre 2017                           | 5–6 de desembre 2017                           |
| Eliminatòries | Vuitens                        | 11 de desembre 2017        | 13–14 i 20–21 de febrer 2018                   | 6–7 & 13–14 de març 2018                       |
| Eliminatòries | Quarts de final                | 16 de març 2018            | 3–4 d'abril 2018                               | 10–11 d'abril 2018                             |
| Eliminatòries | Semifinals                     | 13 d'abril 2018            | 24–25 d'abril 2018                             | 1–2 de maig 2018                               |
| Eliminatòries | Final                          | 13 d'abril 2018            | 26 de maig 2018 a Estadi Olímpic de Kíev, Kíev | 26 de maig 2018 a Estadi Olímpic de Kíev, Kíev |

## Rondes de Classificació
En les rondes de classificació, els equips es divideixen en grups basat en els seus coeficients UEFA. Equips d'una mateixa federació no poden jugar un contra l'altre.

### Primera Ronda de Classificació
Deu equips jugaran en la primera ronda de classificació. El sorteig de la primera ronda es va dur a terme el 19 de juny de 2017. Els partits d'anada es van jugar els dies 27 i 28 de juny de 2017. Els partits de tornada es van jugar el 4 de juliol de 2017.
| Equip local anada | Resultat | Equip local tornada | Anada | Tornada |
| ----------------- | -------- | ------------------- | ----- | ------- |
| Víkingur Gøta     | 6-2      | KF Trepça'89        | 2-1   | 4-1     |
| Hibernians FC     | 3-0      | FCI Tallinn         | 2-0   | 1-0     |
| FC Alashkert      | 2-1      | FC Santa Coloma     | 1-0   | 1-1     |
| The New Saints FC | 4-3      | Europa FC           | 1-2   | 3-1     |
| Linfield FC       | 1-0      | La Fiorita          | 1-0   | 0-0     |

### Segona Ronda de Classificació
Un total de 34 equips jugaran en la segona ronda de classificació. El sorteig de la segona ronda es va dur a terme el 19 de juny de 2017. Els partits d'anada es van jugar els dies 11, 12 i 14 de juliol de 2017. Els partits de tornada es van jugar els dies 18 i 19 de juliol de 2017.
| Equip local anada   | Resultat | Equip local tornada | Anada | Tornada |
| ------------------- | -------- | ------------------- | ----- | ------- |
| APOEL Nicòsia       | 2-0      | F91 Dudelange       | 1-0   | 1-0     |
| Žalgiris Vilnius    | 3-5      | Ludogorets Razgrad  | 2-1   | 1-4     |
| Qarabağ             | 6-0      | FC Samtredia        | 5-0   | 1-0     |
| FK Partizan         | 2-0      | Budućnost Podgorica | 2-0   | 0-0     |
| Hibernians FC       | 0-6      | Red Bull Salzburg   | 0-3   | 0-3     |
| Sheriff Tiraspol    | 2-2      | FK Kukësi           | 1-0   | 1-2     |
| FK Spartaks Jūrmala | 1-2      | FK Astana           | 0-1   | 1-1     |
| FK BATE             | 4-2      | FC Alashkert        | 1-1   | 3-1     |
| MŠK Žilina          | 3-4      | FC Copenhague       | 1-3   | 2-1     |
| Hapoel Be'er Sheva  | 5-3      | Budapest Honvéd     | 2-1   | 3-2     |
| HNK Rijeka          | 7-1      | The New Saints FC   | 2-0   | 5-1     |
| Malmö FF            | 2-4      | FK Vardar Skopje    | 1-1   | 1-3     |
| Zrinjski Mostar     | 2-3      | Maribor             | 1-2   | 1-1     |
| Dundalk FC          | 2-3      | Rosenborg BK        | 1-1   | 1-2     |
| FH Hafnarfjörður    | 3-1      | Víkingur Gøta       | 1-1   | 2-0     |
| Linfield FC         | 0-6      | Celtic FC           | 0-2   | 0-4     |
| IFK Mariehamm       | 0-9      | Legia Varsòvia      | 0-3   | 0-6     |

### Tercera Ronda de Classificació
Un total de 30 equips van jugar en la tercera ronda de classificació. El sorteig de la tecera ronda es va dur a terme el 14 de juliol de 2017. Els partits d'anada es van jugar els dies 25 i 26 de juliol de 2017. Els partits de tornada es van jugar els dies 1 i 2 d'agost de 2017. La tercera ronda es divideix en dues seccions: La Ruta dels Campions i la Ruta de les Lligues.
| Equip local anada     | Resultat           | Equip local tornada | Anada              | Tornada            |
| Ruta dels Campions    | Ruta dels Campions | Ruta dels Campions  | Ruta dels Campions | Ruta dels Campions |
| --------------------- | ------------------ | ------------------- | ------------------ | ------------------ |
| SK Slavia Praha       | 2-2                | FK BATE             | 1-0                | 1-2                |
| FK Astana             | 3-2                | Legia Varsòvia      | 3-1                | 0-1                |
| Maribor               | 2-0                | FH Hafnarfjörður    | 1-0                | 1-0                |
| FK Vardar Skopje      | 2-4                | FC Copenhague       | 1-0                | 1-4                |
| Celtic FC             | 1-0                | Rosenborg BK        | 0-0                | 1-0                |
| Hapoel Be'er Sheva    | 3-3                | Ludogorets Razgrad  | 2-0                | 1-3                |
| FC Viitorul Constanța | 1-4                | APOEL Nicòsia       | 1-0                | 0-4                |
| Red Bull Salzburg     | 1-1                | HNK Rijeka          | 1-1                | 0-0                |
| Qarabağ               | 2-1                | Sheriff Tiraspol    | 0-0                | 2-1                |
| FK Partizan           | 3-5                | Olympiakos FC       | 1-3                | 2-2                |
| Ruta de les Lligues   |                    |                     |                    |                    |
| Steaua                | 6-3                | FC Viktoria Plzeň   | 2-2                | 4-1                |
| OGC Nice              | 3-3                | Ajax d'Amsterdam    | 1-1                | 2-2                |
| Dinamo de Kíev        | 3-3                | Young Boys          | 3-1                | 0-2                |
| AEK FC                | 0-3                | CSKA Moscou         | 0-2                | 0-1                |
| Club Brugge           | 3-5                | Istanbul BB         | 3-3                | 0-2                |

## Ronda eliminatòria
Un total de 20 equips jugaran en les eliminatòries. El sorteig de les eliminatòries es va durar terme el 4 d'agost de 2017. Les eliminatòries es divideixen en dues seccions: La Ruta dels Campions i la Ruta de les Lligues. Els equips que perden entraran la fase de grups de la Lliga Europa de la UEFA 2017-2018.
Els partits d'anada es van jugar els dies 15 i 16 d'agost de 2017. Els partits de tornada es van jugar els dies 22 i 23 d'agost de 2017.
| Equip local anada   | Resultat           | Equip local tornada | Anada              | Tornada            |
| Ruta dels Campions  | Ruta dels Campions | Ruta dels Campions  | Ruta dels Campions | Ruta dels Campions |
| ------------------- | ------------------ | ------------------- | ------------------ | ------------------ |
| Qarabağ             | 2-2                | FC Copenhague       | 1-0                | 1-2                |
| APOEL Nicòsia       | 2-0                | SK Slavia Praha     | 2-0                | 0-0                |
| Olympiakos FC       | 3-1                | HNK Rijeka          | 2-1                | 1-0                |
| Celtic FC           | 8-4                | FK Astana           | 5-0                | 3-4                |
| Hapoel Be'er Sheva  | 2-2                | Maribor             | 2-1                | 0-1                |
| Ruta de les Lligues |                    |                     |                    |                    |
| Istanbul BB         | 3-4                | Sevilla FC          | 1-2                | 2-2                |
| Young Boys          | 0-3                | CSKA Moscou         | 0-1                | 0-2                |
| SSC Napoli          | 4-0                | OGC Nice            | 2-0                | 2-0                |
| TSG 1899 Hoffenheim | 3-6                | Liverpool FC        | 1-2                | 2-4                |
| Sporting CP         | 5-1                | Steaua              | 0-0                | 5-1                |

## Fase de Grups
Hi participaran 10 equips classificats del play-off i 22 equips classificats directament. Aquests 32 equips es divideixen en 8 grups de 4. Pel sorteig els equips es divideixen en 4 bombos.

### Bombos
- El bombo 1 conté el guanyador de la passada edició i els campions de les 7 lligues més potents segons el ranking de la UEFA. En cas que el campió d'Europa també hagi guanyat la lliga del TOP-7, el campió de la 8ª lliga europea (en aquest cas la d'Ucraïna) ocupa la vacant.
- Els bombos 2,3 i 4, s'ocupen en funció del coeficient del rànquing UEFA

| Bombo 1 (campions)               | Bombo 2                               | Bombo 3                           | Bombo 4                  |
| -------------------------------- | ------------------------------------- | --------------------------------- | ------------------------ |
| Reial Madrid CF (cc: 176.999)    | FC Barcelona (cc: 142.999)            | FC Basel 1893 (cc: 74.415)        | Celtic (cc: 42.785)      |
| Bayern München (cc: 154.899)     | Club Atlético de Madrid (cc:142.999)  | RSC Anderlecht (cc: 58.840)       | CSKA Moscou (cc: 39.606) |
| Juventus Torino FC (cc: 140.666) | Paris Saint-Germain FC (cc: 126.333)  | AS Roma (cc: 53.666)              | Sporting CP (cc: 36.866) |
| SL Benfica (cc: 111.866)         | Borussia Dortmund (cc: 124.899)       | Beşiktaş JK (cc: 45.840)          | APOEL FC (cc: 26.210)    |
| Chelsea FC (cc: 106.192)         | Manchester City (cc: 100.192)         | Napoli (cc: 88.666)               | Feyenoord (cc: 23.212)   |
| FC Xakhtar Donetsk (cc: 87.526)  | FC Porto (cc: 98.866)                 | Tottenham Hotspur FC (cc: 77.192) | Maribor (cc: 21.125)     |
| AS Monaco FC (cc:62.333)         | Manchester United FC (cc: 95.192) CLE | Olympiakos FC (cc: 64.580)        | FK Karabakh (cc: 18.050) |
| FC Spartak Moscou (cc: 18.606)   | Sevilla FC (cc: 112.999)              | Liverpool FC (cc: 56.142)         | RB Leipzig (cc: 15.899)  |

### Grup A
| Pos | Equip             | PJ | PG | PE | PP | GF | GC | DG  | Pts | Classificació              |  | MU  | BAS | CSM | BEN |
| --- | ----------------- | -- | -- | -- | -- | -- | -- | --- | --- | -------------------------- |  | --- | --- | --- | --- |
| 1   | Manchester United | 6  | 5  | 0  | 1  | 12 | 3  | +9  | 15  | Avança a Vuitens           |  | —   | 3-0 | 2-1 | 2-0 |
| 2   | Basilea           | 6  | 4  | 0  | 2  | 11 | 5  | +6  | 12  | Avança a Vuitens           |  | 1-0 | —   | 1-2 | 5-0 |
| 3   | CSKA Moscou       | 6  | 3  | 0  | 3  | 8  | 10 | −2  | 9   | Transfereix a Lliga Europa |  | 1-4 | 0-2 | —   | 2-0 |
| 4   | Benfica           | 6  | 0  | 0  | 6  | 1  | 14 | −13 | 0   |                            |  | 0-1 | 0-2 | 1-2 | —   |

### Grup B
| Pos | Equip               | PJ | PG | PE | PP | GF | GC | DG  | Pts | Classificació              |  | PSG | BAY | CEL | AND |
| --- | ------------------- | -- | -- | -- | -- | -- | -- | --- | --- | -------------------------- |  | --- | --- | --- | --- |
| 1   | París Saint-Germain | 6  | 5  | 0  | 1  | 25 | 4  | +21 | 15  | Avança a Vuitens           |  | —   | 3-0 | 7-1 | 5-0 |
| 2   | Bayern de Munic     | 6  | 5  | 0  | 1  | 13 | 6  | +7  | 15  | Avança a Vuitens           |  | 3-1 | —   | 3-0 | 3-0 |
| 3   | Celtic              | 6  | 1  | 0  | 5  | 5  | 18 | −13 | 3   | Transfereix a Lliga Europa |  | 0-5 | 1-2 | —   | 0-1 |
| 4   | Anderlecht          | 6  | 1  | 0  | 5  | 2  | 17 | −15 | 3   |                            |  | 0-4 | 1-2 | 0-3 | —   |

### Grup C
| Pos | Equip             | PJ | PG | PE | PP | GF | GC | DG  | Pts | Classificació              |  | CHE | ASR | ATL | QAR |
| --- | ----------------- | -- | -- | -- | -- | -- | -- | --- | --- | -------------------------- |  | --- | --- | --- | --- |
| 1   | Chelsea           | 6  | 3  | 2  | 1  | 16 | 8  | +8  | 11  | Avança a Vuitens           |  | —   | 3-3 | 1-1 | 6-0 |
| 2   | Roma              | 6  | 3  | 2  | 1  | 9  | 6  | +3  | 11  | Avança a Vuitens           |  | 3-0 | —   | 0-0 | 1-0 |
| 3   | Atlètic de Madrid | 6  | 1  | 4  | 1  | 5  | 4  | +1  | 7   | Transfereix a Lliga Europa |  | 1-2 | 2-0 | —   | 1-1 |
| 4   | Karabakh          | 6  | 0  | 2  | 4  | 2  | 14 | −12 | 2   |                            |  | 0-4 | 1-2 | 0-0 | —   |

### Grup D
| Pos | Equip         | PJ | PG | PE | PP | GF | GC | DG | Pts | Classificació                 |  | BAR | JUV | SCP | OLY |
| --- | ------------- | -- | -- | -- | -- | -- | -- | -- | --- | ----------------------------- |  | --- | --- | --- | --- |
| 1   | Barcelona     | 6  | 4  | 2  | 0  | 9  | 1  | +8 | 14  | Avança a Vuitens              |  | —   | 3-0 | 2-0 | 3-1 |
| 2   | Juventus      | 6  | 3  | 2  | 1  | 7  | 5  | +2 | 11  | Avança a Vuitens              |  | 0-0 | —   | 2-1 | 2-0 |
| 3   | Sporting CP   | 6  | 2  | 1  | 3  | 8  | 9  | −1 | 7   | Transfereix a la Lliga Europa |  | 0-1 | 1-1 | —   | 3-1 |
| 4   | Olympiakos FC | 6  | 0  | 1  | 5  | 4  | 13 | −9 | 1   |                               |  | 0-0 | 0-2 | 2-3 | —   |

### Grup E
| Pos | Equip          | PJ | PG | PE | PP | GF | GC | DG  | Pts | Classificació              |  | LIV | SEV | SPA | MAR |
| --- | -------------- | -- | -- | -- | -- | -- | -- | --- | --- | -------------------------- |  | --- | --- | --- | --- |
| 1   | Liverpool      | 6  | 3  | 3  | 0  | 23 | 6  | +17 | 12  | Avança a Vuitens           |  | —   | 2-2 | 7-0 | 3-0 |
| 2   | Sevilla        | 6  | 2  | 3  | 1  | 12 | 12 | 0   | 9   | Avança a Vuitens           |  | 3-3 | —   | 2-1 | 3-0 |
| 3   | Spartak Moscou | 6  | 1  | 3  | 2  | 9  | 13 | −4  | 6   | Transfereix a Lliga Europa |  | 1-1 | 5-1 | —   | 1-1 |
| 4   | Maribor        | 6  | 0  | 3  | 3  | 3  | 16 | −13 | 3   |                            |  | 0-7 | 1-1 | 1-1 | —   |

### Grup F
Error de Lua a Mòdul:Sports_table a la línia 580: attempt to concatenate local 'source' (a boolean value).

### Grup G
| Pos | Equip      | PJ | PG | PE | PP | GF | GC | DG  | Pts | Classificació              |  | BES | POR | RBL | MON |
| --- | ---------- | -- | -- | -- | -- | -- | -- | --- | --- | -------------------------- |  | --- | --- | --- | --- |
| 1   | Beşiktaş   | 6  | 4  | 2  | 0  | 11 | 5  | +6  | 14  | Avança a Vuitens           |  | —   | 1-1 | 2-0 | 1-1 |
| 2   | Porto      | 6  | 3  | 1  | 2  | 15 | 10 | +5  | 10  | Avança a Vuitens           |  | 1-3 | —   | 3-1 | 5-2 |
| 3   | RB Leipzig | 6  | 2  | 1  | 3  | 10 | 11 | −1  | 7   | Transfereix a Lliga Europa |  | 1-2 | 3-2 | —   | 1-1 |
| 4   | AS Mònaco  | 6  | 0  | 2  | 4  | 6  | 16 | −10 | 2   |                            |  | 1-2 | 0-3 | 1-4 | —   |

### Grup H
| Pos | Equip             | PJ | PG | PE | PP | GF | GC | DG  | Pts | Classificació              |  | TOT | RM  | DOR | APO |
| --- | ----------------- | -- | -- | -- | -- | -- | -- | --- | --- | -------------------------- |  | --- | --- | --- | --- |
| 1   | Tottenham Hotspur | 6  | 5  | 1  | 0  | 15 | 4  | +11 | 16  | Avança a Vuitens           |  | —   | 3-1 | 3-1 | 3-0 |
| 2   | R. Madrid         | 6  | 4  | 1  | 1  | 17 | 7  | +10 | 13  | Avança a Vuitens           |  | 1-1 | —   | 3-2 | 3-0 |
| 3   | Borussia Dortmund | 6  | 0  | 2  | 4  | 7  | 13 | −6  | 2   | Transfereix a Lliga Europa |  | 1-2 | 1-3 | —   | 1-1 |
| 4   | APOEL             | 6  | 0  | 2  | 4  | 2  | 17 | −15 | 2   |                            |  | 0-3 | 0-6 | 1-1 | —   |

## Fase final
La fase final de la competició es disputa en eliminatòries a doble partit, llevat la final, jugada a partit únic. A les eliminatòries a doble partit regeix la regla del gol de visitant, que determina que l'equip que hagi marcat més gols com a visitant guanya l'eliminatòria si hi ha empat en la diferència de gols. En cas d'estar l'eliminatòria empatada després dels 180 minuts d'ambdós partits es disputa una pròrroga de 30 minuts, i si aquesta acaba sense gols l'eliminatòria es decidirà en una tanda de penals.
El mecanisme del sorteig de les eliminatòries és aquest:
- Al sorteig de la ronda de setzens, els vuit guanyadors de cada grup són caps de sèrie, i juguen contra els segons classificats (el partit de tornada es juga al camp del cap de sèrie). Els equips del mateix grup o de la mateixa federació no poden enfrontar-se entre si.
- Als sorteigs dels quarts de final en endavant no hi ha caps de sèrie, ni condicionants a l'hora d'establir els enfrontaments.

### Equips classificats
| Grup | Campions de grup     | Segons classificats |
| ---- | -------------------- | ------------------- |
| A    | Manchester United FC | Basilea             |
| B    | París Saint Germain  | Bayern de Múnic     |
| C    | AS Roma              | Chelsea FC          |
| D    | FC Barcelona         | Juventus FC         |
| E    | Liverpool            | Sevilla FC          |
| F    | Manchester City      | Xakhtar Donetsk     |
| G    | Beşiktaş             | Porto               |
| H    | Tottenham Hotspur FC | R. Madrid           |

### Vuitens de final
| Equip 1         | Global       | Equip 2                | Anada | Tornada |
| --------------- | ------------ | ---------------------- | ----- | ------- |
| Juventus F.C.   | 4–3          | Tottenham Hotspur FC   | 2-2   | 2-1     |
| FC Basel        | 2–5          | Manchester City FC     | 0-4   | 2-1     |
| FC Porto        | 0–5          | Liverpool FC           | 0-5   | 0-0     |
| Sevilla FC      | 2–1          | Manchester United FC   | 0-0   | 2-1     |
| R. Madrid       | 5–2          | Paris Saint-Germain FC | 3-1   | 2-1     |
| Xakhtar Donetsk | 2–2 (g.c.c.) | AS Roma                | 2-1   | 0-1     |
| Chelsea FC      | 1–4          | FC Barcelona           | 1-1   | 0-3     |
| Bayern de Múnic | 8–1          | Beşiktaş JK            | 5-0   | 3-1     |

#### Partits
| Juventus FC         | 2–2     | Tottenham Hotspur FC   |
| ------------------- | ------- | ---------------------- |
| Higuaín 2', 9' (p.) | Informe | 35' Kane · 71' Eriksen |

| Tottenham Hotspur FC | 1–2     | Juventus FC              |
| -------------------- | ------- | ------------------------ |
| Son Heung-min 39'    | Informe | 64' Higuaín · 67' Dybala |

La Juventus es classifica per 4–3 en total.
| FC Basel | 0–4     | Manchester City FC                            |
| -------- | ------- | --------------------------------------------- |
|          | Informe | 14', 53' Gündoğan · 18' B. Silva · 23' Agüero |

| Manchester City FC | 1–2     | FC Basel                   |
| ------------------ | ------- | -------------------------- |
| Gabriel Jesus 8'   | Informe | 17' Elyounoussi · 71' Lang |

El Manchester City es classifica per 5–2 en total.
| FC Porto | 0–5     | Liverpool FC                                 |
| -------- | ------- | -------------------------------------------- |
|          | Informe | 25', 53', 85' Mané · 29' Salah · 69' Firmino |

| Liverpool FC | 0–0     | FC Porto |
| ------------ | ------- | -------- |
|              | Informe |          |

El Liverpool es classifica per 5–0 en total.
| Sevilla FC | 0–0     | Manchester United FC |
| ---------- | ------- | -------------------- |
|            | Informe |                      |

| Manchester United FC | 1–2     | Sevilla FC          |
| -------------------- | ------- | ------------------- |
| Lukaku 84'           | Informe | 74', 78' Ben Yedder |

El Sevilla es classifica per 2–1 en total.
| R. Madrid                           | 3–1     | Paris Saint-Germain FC |
| ----------------------------------- | ------- | ---------------------- |
| Ronaldo 45' (p.), 83' · Marcelo 86' | Informe | 33' Rabiot             |

| Paris Saint-Germain FC | 1–2     | R. Madrid                  |
| ---------------------- | ------- | -------------------------- |
| Cavani 71'             | Informe | 51' Ronaldo · 80' Casemiro |

El R. Madrid es classifica per 5–2 en total.
| Xakhtar Donetsk         | 2–1     | AS Roma   |
| ----------------------- | ------- | --------- |
| Ferreyra 52' · Fred 71' | Informe | 41' Ünder |

| AS Roma   | 1–0     | Xakhtar Donetsk |
| --------- | ------- | --------------- |
| Džeko 52' | Informe |                 |

L'eliminatòria acaba 2 a 2, però la Roma es classifica pels gols en camp contrari.
| Chelsea FC  | 1–1     | FC Barcelona |
| ----------- | ------- | ------------ |
| Willian 62' | Informe | 75' Messi    |

| FC Barcelona                | 3–0     | Chelsea FC |
| --------------------------- | ------- | ---------- |
| Messi 3', 63' · Dembélé 20' | Informe |            |

El Barça es classifica per 4–1 en total.
| Bayern de Múnic                                    | 5–0     | Beşiktaş JK |
| -------------------------------------------------- | ------- | ----------- |
| Müller 43', 66' · Coman 53' · Lewandowski 79', 88' | Informe |             |

| Beşiktaş JK     | 1–3     | Bayern de Múnic                           |
| --------------- | ------- | ----------------------------------------- |
| Vágner Love 59' | Informe | 18' Thiago · 46' (p.p.)Gönül · 84' Wagner |

El Bayern de Múnic es classifica per 8–1 en total.

### Quarts de final
| Equip 1      | Global | Equip 2         | Anada | Tornada |
| ------------ | ------ | --------------- | ----- | ------- |
| FC Barcelona | 4-4    | AS Roma         | 4-1   | 0-3     |
| Sevilla FC   | 1-2    | Bayern de Múnic | 1-2   | 0-0     |
| Juventus FC  | 3-4    | R. Madrid       | 0-3   | 3-1     |
| Liverpool FC | 5-1    | Manchester City | 3-0   | 2-1     |

#### Partits
| FC Barcelona                                                         | 4–1     | AS Roma   |
| -------------------------------------------------------------------- | ------- | --------- |
| De Rossi 38' (p.p.) · Manolas 55' (p.p.) · Piqué 59' · L. Suárez 87' | Informe | 80' Džeko |

| AS Roma                                    | 3–0     | FC Barcelona |
| ------------------------------------------ | ------- | ------------ |
| Džeko 6' · De Rossi 58' (p.) · Manolas 82' | Informe |              |

L'eliminatòria acaba 4 a 4, però la Roma es classifica pels gols en camp contrari.
| Sevilla FC  | 1–2     | Bayern de Múnic               |
| ----------- | ------- | ----------------------------- |
| Sarabia 31' | Informe | 37' (p.p.) Navas · 68' Thiago |

| Bayern de Múnic | 0–0     | Sevilla FC |
| --------------- | ------- | ---------- |
|                 | Informe |            |

El Bayern de Múnic es classifica per 2–1 en total.
| Juventus FC | 0–3     | R. Madrid                     |
| ----------- | ------- | ----------------------------- |
|             | Informe | 3', 64' Ronaldo · 72' Marcelo |

| R. Madrid          | 1–3     | Juventus FC                     |
| ------------------ | ------- | ------------------------------- |
| Ronaldo 90+8' (p.) | Informe | 2', 37' Mandžukić · 61' Matuidi |

El R. Madrid es classifica per 4–3 en total.
| Liverpool FC                                  | 3–0     | Manchester City FC |
| --------------------------------------------- | ------- | ------------------ |
| Salah 12' · Oxlade-Chamberlain 21' · Mané 31' | Informe |                    |

| Manchester City FC | 1–2     | Liverpool FC            |
| ------------------ | ------- | ----------------------- |
| Gabriel Jesus 2'   | Informe | 56' Salah · 77' Firmino |

El Liverpool es classifica per 5–1 en total.

### Semifinals
| Equip 1         | Global | Equip 2   | Anada | Tornada |
| --------------- | ------ | --------- | ----- | ------- |
| Bayern de Múnic | 3-4    | R. Madrid | 1-2   | 2-2     |
| Liverpool FC    | 7-6    | AS Roma   | 5-2   | 2-4     |

#### Partits
| Bayern de Múnic | 1–2     | R. Madrid                 |
| --------------- | ------- | ------------------------- |
| Kimmich 28'     | Informe | Marcelo 44' · Asensio 57' |

| R. Madrid        | 2–2     | Bayern de Múnic            |
| ---------------- | ------- | -------------------------- |
| Benzema 11', 46' | Informe | Kimmich 3' · Rodríguez 63' |

El R. Madrid es classifica per 4–3 en total.
| Liverpool FC                                   | 5–2     | AS Roma                      |
| ---------------------------------------------- | ------- | ---------------------------- |
| Salah 36', 45+1' · Mané 56' · Firmino 61', 69' | Informe | Džeko 81' · Perotti 85' (p.) |

| AS Roma                                                    | 4–2     | Liverpool FC            |
| ---------------------------------------------------------- | ------- | ----------------------- |
| Milner 15' (p.p.) · Džeko 52' · Nainggolan 86', 90+4' (p.) | Informe | 9' Mané · 25' Wijnaldum |

El Liverpool es classifica per 7–6 en total.

### Final
La final es va disputar el 26 de maig de 2018 al Estadi Olímpic de Kíev, Ucraïna.
| R. Madrid                   | 3–1     | Liverpool FC |
| --------------------------- | ------- | ------------ |
| Benzema 51' · Bale 64', 83' | Informe | Mané 55'     |

## Estadístiques
A 26 de maig del 2018

### Golejadors
| Rank | Jugador           | Equip                  | Gols | Minuts jugats |
| ---- | ----------------- | ---------------------- | ---- | ------------- |
| 1    | Cristiano Ronaldo | Reial Madrid           | 15   | 1170          |
| 2    | Mohamed Salah     | Liverpool FC           | 10   | 930           |
| 2    | Sadio Mané        | Liverpool FC           | 10   | 940           |
| 2    | Roberto Firmino   | Liverpool FC           | 10   | 1056          |
| 5    | Wissam Ben Yedder | Sevilla FC             | 8    | 651           |
| 5    | Edin Džeko        | AS Roma                | 8    | 1078          |
| 7    | Harry Kane        | Tottenham Hotspur FC   | 7    | 597           |
| 7    | Edinson Cavani    | Paris Saint-Germain FC | 7    | 680           |
| 9    | Neymar            | Paris Saint-Germain FC | 6    | 630           |
| 9    | Lionel Messi      | FC Barcelona           | 6    | 783           |